# ナヴァラン
ナヴァラン（フランス語: navarin）、ナヴァラン・ダニョー（仏: navarin d'agneau）、ラグー・ダニョー（仏: ragoût d'agneau）、子羊のナヴァラン風はフランスの家庭料理。ビストロでの定番メニューでもある。

## 概要
仔羊肉と野菜の煮込み料理である。家庭料理であり、残り物などが使用されることもあって定まった食材は無いが、カブは欠かせないものとされる。

## 名称について
正式にはナヴァラン・ダニョー・プランタニエール（Navarin d'agneau printanier、春のナヴァラン）という名称であり、春の料理に見えるように仕上げる。
語源はカブ（仏: navet）で、カブと仔羊肉を煮込んでいたことに由来する。
また、1827年のナヴァリノの海戦でイギリス・フランス・ロシア連合艦隊がオスマン帝国艦隊に勝利したことを記念しての命名という説もある。
羊肉の煮込みは古くから食べられており、アリコムトン（Haricot de mouton）と呼ばれるマトン肉を細かく切った煮込み料理があった。14世紀、この煮込み料理にはインゲンマメなどと共にカブも入っていた。
Louis-Eustache Audot（1783年-1870年）が1830年代に初刊を上梓した『La cuisinière de la campagne et de la ville』はその後、何度も改版され出版され続けた書籍であるが、19世紀後半の改訂版には上述のアリコの項目に「現在の新しい名前はナヴァラン（nouveau nom actuel:navarin）」と追記されている。